# Celonites
Celonites is een geslacht van vliesvleugelige insecten van de familie plooivleugelwespen (Vespidae).

## Soorten
- C. abbreviatus (Villers, 1789)
- C. cyprius Saussure, 1854
- C. fischeri Spinola, 1838
- C. hellenicus Gusenleitner, 1997
- C. mayeti Richards, 1962
- C. rugiceps Bischoff, 1928